# Pomnik 6. Pułku Grenadierów w Poznaniu
Pomnik 6. Pułku Grenadierów w Poznaniu (niem. Denkmal des Grenadier-Regiments Graf Kleist von Nollendorf Nr. 6) – pomnik 6. Pułku Grenadierów im. Hrabiego Kleista von Nollendorfa w Poznaniu. Usytuowany był na terenie koszar 6. Pułku Grenadierów, pośrodku placu strzelniczego piechoty przy obecnej ul. Arnolda Szylinga w Poznaniu. Upamiętniał żołnierzy 6. pułku grenadierów poległych podczas wojny z Austrią w 1866 oraz wojny z Francją w 1870–1871. Usunięty pod koniec lat 70. XX wieku.

## Historia
Odsłonięcia dokonano w dniu 6 sierpnia 1899 roku. W 1905 został zniszczony przez uderzenie pioruna, ale odbudowano go jeszcze w tymże roku. Po zakończeniu I wojny światowej i po powstaniu wielkopolskim nie został zniszczony, pozbawiono go jednakże pruskich oznaczeń. W dwudziestoleciu międzywojennym przekształcony został w pomnik marszałka Józefa Piłsudskiego. Podczas okupacji niemieckiej przywrócono mu pierwotny wygląd i znaczenie ideowe. Po II wojnie światowej zamieniony został w monument upamiętniający generała Karola Świerczewskiego-„Waltera”. Całkowicie zlikwidowany został pod koniec lat 70. XX wieku.

## Opis
Pomnik został wykonany z piaskowca przez poznańską firmę kamieniarską Benno Sametzkiego. Na kwadratowej podstawie o czterech stopniach umieszczono 13,5 metrowy obelisk, który zwężał się ku górze. W dolnej partii pomnika umieszczona została tablica poświęcona poległym żołnierzom 6. Pułku Grenadierów.